# Challais
Pour les articles homonymes, voir Chalais.
Challais est une ancienne municipalité française située dans le département de la Vendée.
La paroisse est absorbée en 1792 par Saint-Pierre-le-Vieux.

## Localisation
Le bourg de Challais se situe à 2 km de Souil et Saint-Pierre, à 3 km de la Porte-de-l’Île, à 4 km de Maillezais, Puy-Sec et Saint-Martin, à 5 km de Bouillé, à 6 km de Doix et Nieul et à 7 km de Courdault et Fontaines.

## Toponymie
Le bourg est connu au XIe siècle en tant que de Calanam. Après avoir été appelé Challais à la Révolution, le village abritant l’ancien chef-lieu de la municipalité est connu sous le nom de Chalais depuis le XIXe siècle.
L’étymologie du toponyme remonterait à un terme pré-celtique (kal) faisant référence à une « pierre » ou un « rocher » complété du suffixe -es.

## Histoire
La municipalité est absorbée par Saint-Pierre-le-Vieux à la Révolution (1792).

## Culture locale et patrimoine

### Lieux et monuments
Avant sa disparition, la municipalité de Challais admet plusieurs monuments sur son territoire d’exercice :
- la cimetière ;
- la chapelle Notre-Dame[4].
- l'église Saint-Roch, inscrite comme monument historique par arrêté du 26 décembre 1927 [4].

### Note
1. ↑  Le nombre de kilomètres entre deux points a été obtenu par le service de calcul d’itinéraire du Géoportail, selon l’itinéraire le plus court[1].